# Religiile Indiei
În India au fost în trecut patru religii mai importante: Hinduismul, budismul, jainismul, sikhismul; Creștinismul și islamul au apărut ulterior. La recensământul din anul 2011 s-a stabilit că religiile în ordinea numărului credincioșilor pe primul loc se află hinduismul 79,6 %, urmat de islam 14,2 %, creștini 2,3 %, sikism 1,9 %, budism 0,8 % jainism 0,4 % și alte religii 0,8 %. 
Conform tradiției, creștinismul a apărut în India acum aproximativ 2000 de ani, în anul 52 d.Hr., odată cu creștinarea locuitorilor acestor zone de către Sf. Toma. Prima biserică creștină este considerată Biserica ortodoxă siriană malankara. Catolicismul și religiile protestante au apărut după cucerirea și apariția colonialismului în India că urmare a activității misionarilor creștini, islamul apare aproape în același timp cu religiile occidentale creștine. 

## Statistică
Tendințele populației pe grupuri religioase (1961-2011)
| Religie         | Populație % 1961 | Populație % 1971 | Populație % 1981 | Populație % 1991 | Populație % 2001 | Populație % 2011 |
| --------------- | ---------------- | ---------------- | ---------------- | ---------------- | ---------------- | ---------------- |
| Hinduism        | 83.45%           | 82.73%           | 82.30%           | 81.53%           | 80.46%           | 79.6%            |
| Islam           | 10.69%           | 11.21%           | 11.75%           | 12.61%           | 13.43%           | 14.2%            |
| Creștinism      | 2.44%            | 2.60%            | 2.44%            | 2.32%            | 2.34%            | 2.34%            |
| Sikhism         | 1.79%            | 1.89%            | 1.92%            | 1.94%            | 1.87%            | 1.87%            |
| Budism          | 0.74%            | 0.70%            | 0.70%            | 0.77%            | 0.77%            | 0.77%            |
| Jainism         | 0.46%            | 0.48%            | 0.47%            | 0.40%            | 0.41%            | 0.41%            |
| Animism, altele | 0.43%            | 0.41%            | 0.42%            | 0.44%            | 0.72%            | 0.72%            |

Caracteristicile grupurilor religioase (recensământul din 2001)
| Religie         | Populație % | Creștere (1991–2001) | Raportul între sexe (total) | Alfabetizare (%) | Forță de muncă (%) | Raportul între sexe (rural) | Raportul între sexe (urban) | Raportul între sexe (copii) |
| --------------- | ----------- | -------------------- | --------------------------- | ---------------- | ------------------ | --------------------------- | --------------------------- | --------------------------- |
| Hinduism        | 80.46%      | 20.3%                | 931                         | 65.1%            | 40.4%              | 944                         | 894                         | 925                         |
| Islam           | 13.43%      | 29.3%                | 936                         | 59.1%            | 31.3%              | 953                         | 907                         | 950                         |
| Creștinism      | 2.34%       | 22.6%                | 1009                        | 80.3%            | 39.7%              | 1001                        | 1026                        | 964                         |
| Sikhism         | 1.87%       | 18.2%                | 893                         | 69.4%            | 37.7%              | 895                         | 886                         | 786                         |
| Budism          | 0.77%       | 18.2%                | 953                         | 72.7%            | 40.6%              | 958                         | 944                         | 942                         |
| Animism, altele | 0.72%       | 103.1%               | 992                         | 47.0%            | 48.4%              | 995                         | 966                         | 976                         |
| Jainism         | 0.41%       | 26.0%                | 940                         | 94.1%            | 32.9%              | 937                         | 941                         | 870                         |